# Bugatti Type 13

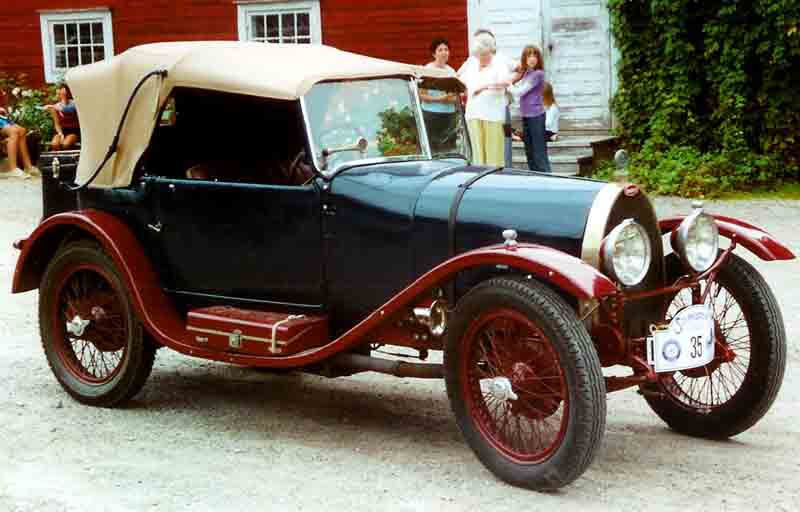

Bugatti Type 13 är en personbil, tillverkad av den franska biltillverkaren Bugatti mellan 1910 och 1926. Modellerna Type 15, Type 17, Type 22 och Type 23 var varianter på samma chassi. 
Totalt tillverkades 435 exemplar med tvåventilsmotor och ca 2 000 exemplar med fyrventilsmotor.

## Type 10
Under tiden som Ettore Bugatti arbetade hos Deutz byggde han en egen liten bil på fritiden, inte olik samtida Isotta-Fraschini-modeller. Denna Type 10 blev grunden för Bugattis egen tillverkning. 1909 tog han familjen och bilen till Alsace, där han började bygga bilar under eget namn i ett nedlagt färgeri i staden Molsheim.
Bilen hade en mycket avancerad 1,1-liters fyrcylindrig motor med överliggande kamaxel och fast cylinderhuvud. Det här är egenskaper som återfinns på alla bilar som Ettore Bugatti byggde därefter. Chassit var enkelt, med stela axlar och bromsar endast på bakhjulen. Bakaxeln saknade till och med fjädring.
Bilen finns kvar än idag och ägs av en privat samlare i USA.

## Type 13

### Type 13
1910 presenterades den produktionsklara Type 13. Bilen hade fått större motor och fjädring även på bakaxeln, precis som på framaxeln bestående av längsgående bladfjädrar.
1913 modifierades bakaxelfjädringen och ersattes av en omvänd kantileverfjädring. Fjädern fästes vid chassit bakom bakaxeln medan axeln fixerades framåt med momentstag. Den här lösningen återfinns på alla bilar som Ettore Bugatti byggde därefter.

### Type 13 Brescia
Type 13 var mycket populär som tävlingsbil. Från 1914 såldes den även med en av världens första fyrventilsmotorer, vilket gjorde den än mer konkurrenskraftig. 1921 lade Bugatti beslag på de fyra första platserna vid Italiens Grand Prix i Brescia. Därefter kallas alla tävlingsbilar med fyrventilsmotor just ”Brescia”.
Från 1925 infördes fyrhjulsbromsar.

### Motor
| Modell      | Årsmodell | Motor                   | Cylindervolym | Effekt | Bränslesystem |
| ----------- | --------- | ----------------------- | ------------- | ------ | ------------- |
| T13         | 1910-20   | 4-cyl radmotor SOHC 8v  | 1327 cm³      | 15 hk  | Förgasare     |
| T13 Brescia | 1914-22   | 4-cyl radmotor SOHC 16v | 1368 cm³      | 30 hk  | Förgasare     |
| T13 Brescia | 1922-26   | 4-cyl radmotor SOHC 16v | 1453 cm³      |        | Förgasare     |
| T13 Brescia | 1924-26   | 4-cyl radmotor SOHC 16v | 1496 cm³      | 40 hk  | Förgasare     |

## Type 15
Type 15 var en version av Type 13 med längre hjulbas.

## Type 17
Type 17 var en version av Type 13 med längre hjulbas.

## Type 22

### Type 22
Från 1913 ersattes Type 15 av Type 22.

### Type 22 Brescia Modifié
Från 1920 tillverkades även Type 22 med fyrventilsmotor. Bilen var aldrig avsedd att användas för motorsport och kallas ”Brescia Modifié”.

### Motor
| Modell      | Årsmodell | Motor                   | Cylindervolym | Effekt | Bränslesystem |
| ----------- | --------- | ----------------------- | ------------- | ------ | ------------- |
| T22         | 1913-20   | 4-cyl radmotor SOHC 8v  | 1368 cm³      | 18 hk  | Förgasare     |
| T22 Modifié | 1920-26   | 4-cyl radmotor SOHC 16v | 1368 cm³      | 30 hk  | Förgasare     |

## Type 23

### Type 23
Från 1913 ersattes Type 17 av Type 23.

### Type 23 Brescia
Även Type 23 användes för motorsport och kunde därför levereras med ”Brescia”-motor.
Bilar avsedda för landsvägsbruk kallas ”Brescia Modifié”.

### Motor
| Modell      | Årsmodell | Motor                   | Cylindervolym | Effekt | Bränslesystem |
| ----------- | --------- | ----------------------- | ------------- | ------ | ------------- |
| T23         | 1913-20   | 4-cyl radmotor SOHC 8v  | 1368 cm³      | 18 hk  | Förgasare     |
| T23 Brescia | 1914-22   | 4-cyl radmotor SOHC 16v | 1368 cm³      | 30 hk  | Förgasare     |
| T23 Brescia | 1922-26   | 4-cyl radmotor SOHC 16v | 1453 cm³      |        | Förgasare     |
| T23 Brescia | 1924-26   | 4-cyl radmotor SOHC 16v | 1496 cm³      | 40 hk  | Förgasare     |